# Echana chionaemoides
Echana chionaemoides är en fjärilsart som beskrevs av Rothschild 1916. Echana chionaemoides ingår i släktet Echana och familjen nattflyn. Inga underarter finns listade i Catalogue of Life.